# Belgisch voetbalelftal (vrouwen)
Het Belgisch voetbalelftal voor vrouwen is de nationale ploeg die België sinds 1976 vertegenwoordigt tijdens interlands in het voetbal zoals op het Europees kampioenschap. De bijnaam van de ploeg is sinds september 2013 de Red Flames (daarvoor Rode Duivelinnen).

## Geschiedenis

### Beginjaren (1976-1984)
België speelde diens eerste wedstrijd op 30 mei 1976 tegen Frankrijk in het Stade Auguste Delaune in Reims, Frankrijk. De wedstrijd eindigde in een 1-2-overwinning. Een jaar na de debuutwedstrijd speelde België tegen Zwitserland en opnieuw tegen Frankrijk; de wedstrijden eindigen respectievelijk op 2-2 en 1-1. Het jaar daarop speelde het land opnieuw tegen dezelfde teams maar wonnen deze keer met 1-0 en 2-0. Ook de jaren die daarop volgden speelde België voornamelijk tegen Europese ploegen.

### Eerste kwalificatietoernooien (1984-1989)
In 1984 nam België voor de eerste keer deel aan de kwalificatiewedstrijden van het Europees kampioenschap. De Belgen kwamen uit in een groep met Denemarken, Nederland en West-Duitsland. De Belgische ploeg wist zich evenwel niet te kwalificeren voor het eindtoernooi.
Voor het EK van 1987 probeerde België zich een tweede keer te kwalificeren. Deze keer speelde het in groep 3 tegen Frankrijk, Nederland en Zweden. België eindigde als laatste in zijn groep.
Tijdens het kwalificatietoernooi voor het EK van 1989 kwam België uit tegen Bulgarije, Frankrijk, Spanje en Tsjecho-Slowakije. België won twee van diens zes wedstrijden en eindigde als derde in de groep, niet voldoende voor kwalificatie.

### Stagnatie (1990-2011)
Begin jaren negentig stagneerde de Belgische vrouwenploeg. In de diverse kwalificatietoernooien voor EK en WK's kon België nooit aanspraak maken om een ticket voor het eindtoernooi. Een uitzondering was het kwalificatietoernooi voor het EK van 2001. België won zijn groep in de eerste kwalificatieronde maar werd vervolgens op doelsaldo uitgeschakeld in een onderling duel met Zwitserland.

### Wederopstanding (2011-heden)
In 2011 kwamen Ives Serneels en Tamara Cassimon aan het roer. Ives Serneels had de ervaring als profspeler en Tamara Cassimon had de ervaring als jarenlange coach in het vrouwenvoetbal. Zij leidden België naar de derde plaats in de kwalificatietoernooien voor het EK 2013 en het WK 2015. In 2013 nam de Belgische vrouwenploeg de naam Red Flames aan. Door de verbeterde resultaten besloot de KBVB om extra te investeren in de groei en kwaliteit van het damesvoetbal in België, met als doel kwalificatie voor het EK 2017. België begon goed aan het kwalificatietoernooi en haalde uit de eerste zeven wedstrijden vijf overwinningen en twee gelijke spelen. Hierdoor was België reeds een speeldag voor het einde zeker van een eerste ticket voor een eindtoernooi.
Op het Europees kampioenschap 2017 werd België ingedeeld in een groep met Denemarken, Noorwegen en gastland Nederland. België ging eervol onderuit tegen Denemarken en Nederland en won met 2-0 van voormalig wereldkampioen Noorwegen. Hierdoor eindigde de Belgische ploeg als derde in zijn groep.
Bij de kwalificatiecampagne voor het WK 2019 werd België ingedeeld in een groep met Italië, dat uiteindelijk ook groepswinnaar werd. België behoorde tot de beste tweedes, en mocht zo deelnemen aan de play-offs om het laatste WK-ticket. In de eerste ronde werd België evenwel over twee confrontaties uitgeschakeld door Zwitserland.
Op 25 november 2021 behaalden De Red Flames hun grootste overwinning ooit door met 19-0 te winnen van Armenië tijdens de kwalificaties voor het wereldkampioenschap van 2023. Het was destijds de grootste zege ooit in een Europese WK-kwalificatiematch voor vrouwen. België werd 2de in hun groep en wist zich uiteindelijk niet te plaatsen voor de eindronde door een 2-1 verlies tegen Portugal. 
Op het Europees kampioenschap 2022 kwam België uit in een groep met Frankrijk, IJsland en Italië. Na een gelijkspel tegen IJsland (1-1) en nipt verlies tegen Frankrijk (2-1) wist België de laatste groepswedstrijd tegen Italië te winnen (0-1), waardoor het land zich voor het eerst wist te plaatsen voor de kwartfinale. Daarin werd nipt verloren (1-0) van Zweden. Op 17 januari 2025 beëindigde de voetbalbond na 14 jaar de samenwerking met Ives Serneels.
Op 20 januari 2025 werd de IJslandse Elísabet Gunnarsdóttir voorgesteld als de nieuwe bondscoach.

## Prestaties op eindrondes

### Europees kampioenschap
| Jaar   | Ronde               | Wed.                | W                   | G                   | V                   | D+                  | D-                  |
| ------ | ------------------- | ------------------- | ------------------- | ------------------- | ------------------- | ------------------- | ------------------- |
| 1984   | Niet gekwalificeerd | Niet gekwalificeerd | Niet gekwalificeerd | Niet gekwalificeerd | Niet gekwalificeerd | Niet gekwalificeerd | Niet gekwalificeerd |
| 1987   | Niet gekwalificeerd | Niet gekwalificeerd | Niet gekwalificeerd | Niet gekwalificeerd | Niet gekwalificeerd | Niet gekwalificeerd | Niet gekwalificeerd |
| 1989   | Niet gekwalificeerd | Niet gekwalificeerd | Niet gekwalificeerd | Niet gekwalificeerd | Niet gekwalificeerd | Niet gekwalificeerd | Niet gekwalificeerd |
| 1991   | Niet gekwalificeerd | Niet gekwalificeerd | Niet gekwalificeerd | Niet gekwalificeerd | Niet gekwalificeerd | Niet gekwalificeerd | Niet gekwalificeerd |
| 1993   | Niet gekwalificeerd | Niet gekwalificeerd | Niet gekwalificeerd | Niet gekwalificeerd | Niet gekwalificeerd | Niet gekwalificeerd | Niet gekwalificeerd |
| 1995   | Niet gekwalificeerd | Niet gekwalificeerd | Niet gekwalificeerd | Niet gekwalificeerd | Niet gekwalificeerd | Niet gekwalificeerd | Niet gekwalificeerd |
| 1997   | Niet gekwalificeerd | Niet gekwalificeerd | Niet gekwalificeerd | Niet gekwalificeerd | Niet gekwalificeerd | Niet gekwalificeerd | Niet gekwalificeerd |
| 2001   | Niet gekwalificeerd | Niet gekwalificeerd | Niet gekwalificeerd | Niet gekwalificeerd | Niet gekwalificeerd | Niet gekwalificeerd | Niet gekwalificeerd |
| 2005   | Niet gekwalificeerd | Niet gekwalificeerd | Niet gekwalificeerd | Niet gekwalificeerd | Niet gekwalificeerd | Niet gekwalificeerd | Niet gekwalificeerd |
| 2009   | Niet gekwalificeerd | Niet gekwalificeerd | Niet gekwalificeerd | Niet gekwalificeerd | Niet gekwalificeerd | Niet gekwalificeerd | Niet gekwalificeerd |
| 2013   | Niet gekwalificeerd | Niet gekwalificeerd | Niet gekwalificeerd | Niet gekwalificeerd | Niet gekwalificeerd | Niet gekwalificeerd | Niet gekwalificeerd |
| 2017   | Groepsfase          | 3                   | 1                   | 0                   | 2                   | 3                   | 3                   |
| 2022   | Kwartfinale         | 4                   | 1                   | 1                   | 2                   | 3                   | 4                   |
| 2025   | Groepsfase          | 3                   | 1                   | 0                   | 2                   | 4                   | 8                   |
| Totaal | 3/14                | 10                  | 3                   | 1                   | 6                   | 10                  | 15                  |

### Wereldkampioenschap
| Jaar   | Ronde                          | Wed.                           | W                              | G                              | V                              | D+                             | D-                             |
| ------ | ------------------------------ | ------------------------------ | ------------------------------ | ------------------------------ | ------------------------------ | ------------------------------ | ------------------------------ |
| 1991   | Niet gekwalificeerd            | Niet gekwalificeerd            | Niet gekwalificeerd            | Niet gekwalificeerd            | Niet gekwalificeerd            | Niet gekwalificeerd            | Niet gekwalificeerd            |
| 1995   | Niet gekwalificeerd            | Niet gekwalificeerd            | Niet gekwalificeerd            | Niet gekwalificeerd            | Niet gekwalificeerd            | Niet gekwalificeerd            | Niet gekwalificeerd            |
| 1999   | Niet gekwalificeerd            | Niet gekwalificeerd            | Niet gekwalificeerd            | Niet gekwalificeerd            | Niet gekwalificeerd            | Niet gekwalificeerd            | Niet gekwalificeerd            |
| 2003   | Niet gekwalificeerd            | Niet gekwalificeerd            | Niet gekwalificeerd            | Niet gekwalificeerd            | Niet gekwalificeerd            | Niet gekwalificeerd            | Niet gekwalificeerd            |
| 2007   | Niet gekwalificeerd            | Niet gekwalificeerd            | Niet gekwalificeerd            | Niet gekwalificeerd            | Niet gekwalificeerd            | Niet gekwalificeerd            | Niet gekwalificeerd            |
| 2011   | Niet gekwalificeerd            | Niet gekwalificeerd            | Niet gekwalificeerd            | Niet gekwalificeerd            | Niet gekwalificeerd            | Niet gekwalificeerd            | Niet gekwalificeerd            |
| 2015   | Niet gekwalificeerd            | Niet gekwalificeerd            | Niet gekwalificeerd            | Niet gekwalificeerd            | Niet gekwalificeerd            | Niet gekwalificeerd            | Niet gekwalificeerd            |
| 2019   | Niet gekwalificeerd            | Niet gekwalificeerd            | Niet gekwalificeerd            | Niet gekwalificeerd            | Niet gekwalificeerd            | Niet gekwalificeerd            | Niet gekwalificeerd            |
| 2023   | Niet gekwalificeerd            | Niet gekwalificeerd            | Niet gekwalificeerd            | Niet gekwalificeerd            | Niet gekwalificeerd            | Niet gekwalificeerd            | Niet gekwalificeerd            |
| 2027   | Kwalificatie nog niet begonnen | Kwalificatie nog niet begonnen | Kwalificatie nog niet begonnen | Kwalificatie nog niet begonnen | Kwalificatie nog niet begonnen | Kwalificatie nog niet begonnen | Kwalificatie nog niet begonnen |
| Totaal | 0/9                            | 0                              | 0                              | 0                              | 0                              | 0                              | 0                              |

### UEFA Women's Nations League
| 2023–24 | A | 10de | 6 | 2 | 2 | 2 | 7 | 10 | Stabiel |
| 2025    | A | 10de | 6 | 2 | 0 | 4 | 9 | 16 |         |

## FIFA-wereldranglijst
| 2003 | 2004 | 2005 | 2006 | 2007 | 2008 | 2009 | 2010 | 2011 | 2012 | 2013 | 2014 | 2015 | 2016 | 2017 | 2018 | 2019 | 2020 | 2021 | 2022 | 2023 |
| ---- | ---- | ---- | ---- | ---- | ---- | ---- | ---- | ---- | ---- | ---- | ---- | ---- | ---- | ---- | ---- | ---- | ---- | ---- | ---- | ---- |
| 27   | 27   | 31   | 33   | 34   | 32   | 29   | 35   | 32   | 27   | 27   | 26   | 28   | 25   | 23   | 21   | 17   | 17   | 20   | 20   | 18   |

## Records

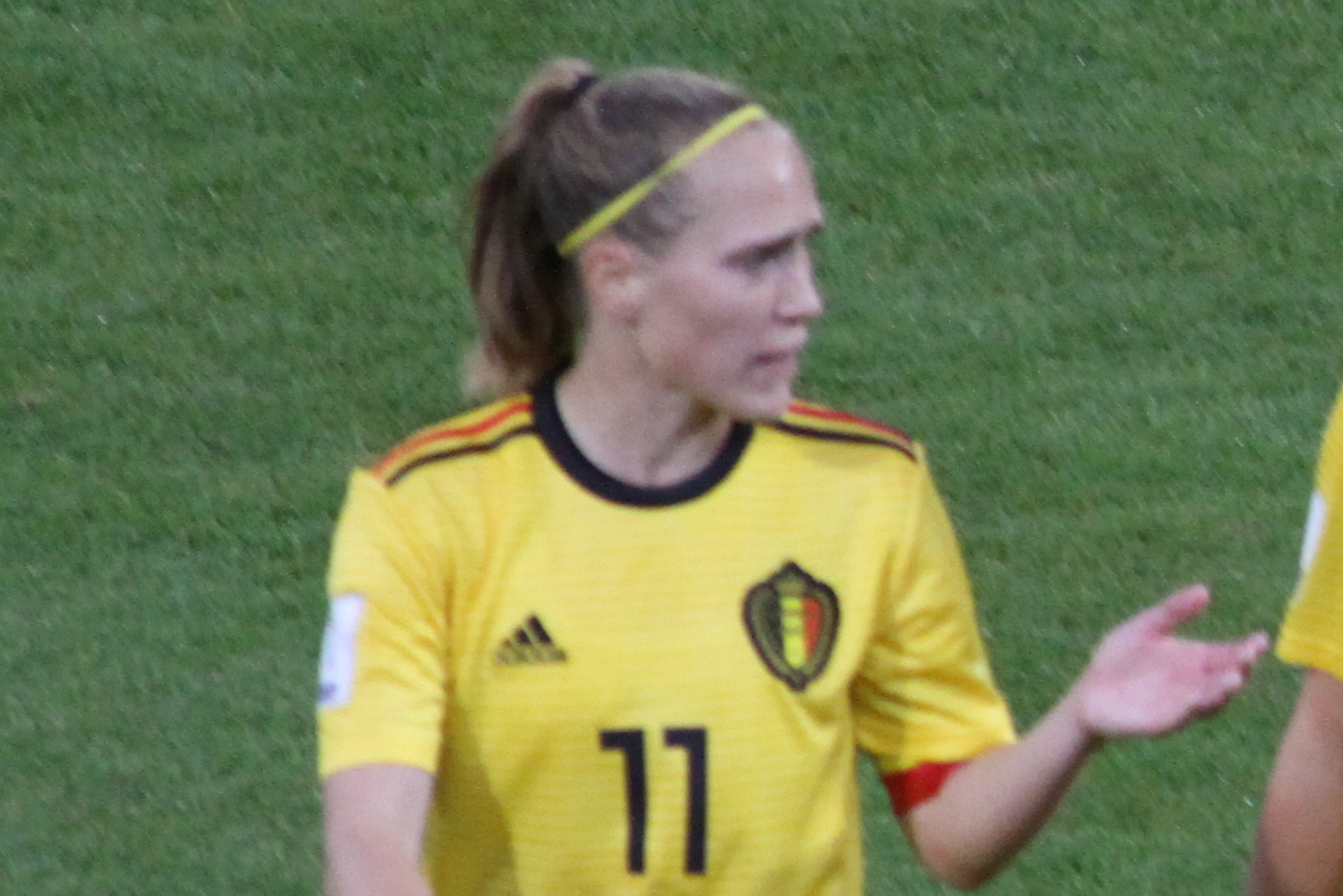
Janice Cayman heeft de meeste interlands achter haar naam staan (166)

### Meeste interlands

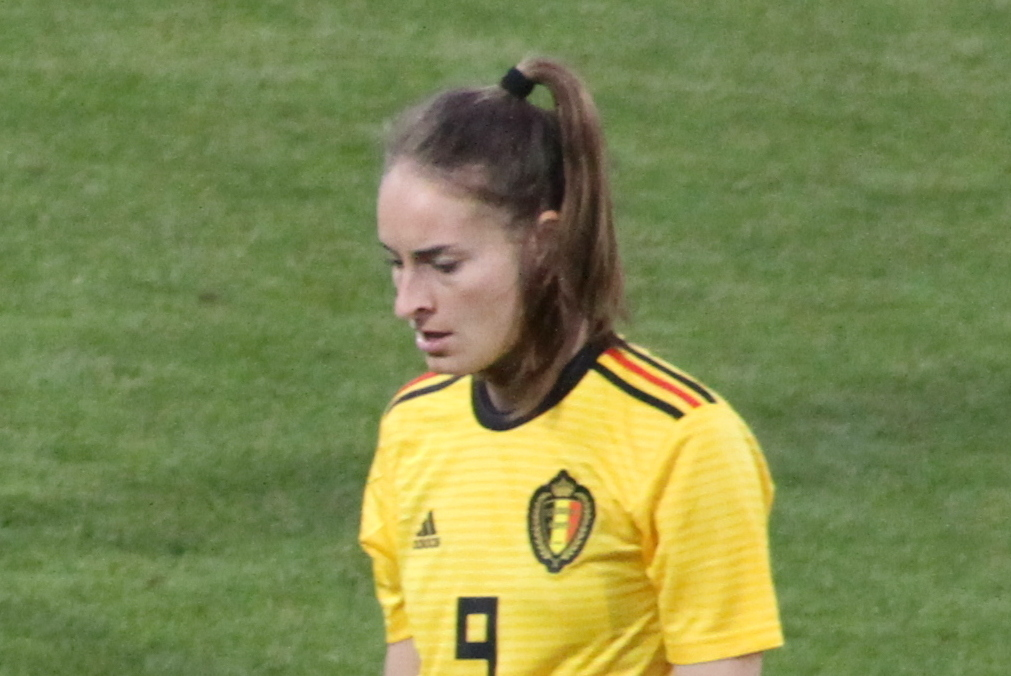
Tessa Wullaert heeft de meeste doelpunten achter haar naam staan (94)

| Plaats | Naam             | Carrière     | Caps | Doelpunten |
| ------ | ---------------- | ------------ | ---- | ---------- |
| 1      | Janice Cayman    | 2007 - heden | 166  | 49         |
| 2      | Tessa Wullaert   | 2011 - heden | 149  | 94         |
| 3      | Davina Philtjens | 2008 - heden | 128  | 10         |
| 4      | Aline Zeler      | 2005 - 2019  | 111  | 29         |
| 5      | Tine De Caigny   | 2014 - heden | 110  | 42         |
| 6      | Laura Deloose    | 2015 - heden | 108  | 4          |
| 7      | Julie Biesmans   | 2011 - 2023  | 104  | 3          |
| 8      | Heleen Jaques    | 2007 - 2020  | 97   | 3          |
| 9      | Maud Coutereels  | 2004 - heden | 90   | 9          |
| 10     | Femke Maes       | 1996 - 2009  | 85   | 25         |

Laatste update: 11 juli 2025

### Meeste doelpunten
| Plaats | Speler               | Carrière     | Doelpunten | Caps | Doelpunt/Cap |
| ------ | -------------------- | ------------ | ---------- | ---- | ------------ |
| 1      | Tessa Wullaert       | 2011 - heden | 94         | 149  | 0,63         |
| 2      | Janice Cayman        | 2007 - heden | 49         | 166  | 0,30         |
| 3      | Tine De Caigny       | 2014 - heden | 42         | 110  | 0,38         |
| 4      | Aline Zeler          | 2005 - 2019  | 29         | 111  | 0,26         |
| 5      | Femke Maes           | 1996 - 2009  | 25         | 85   | 0,29         |
| 6      | Kristel Verelst      | 1998 - 2009  | 18         | 49   | 0,37         |
| 7      | Myriam Vanslembrouck | 1992 - 1996  | 16         | 21   | 0,76         |
| 7      | Ella Van Kerkhoven   | 2018 - heden | 16         | 31   | 0,52         |
| 9      | Christine Saelens    | 1993 - 2003  | 13         | 41   | 0,32         |
| 10     | Cécile Carnol        | 1996 - 2003  | 12         | 37   | 0,32         |

Laatste update: 11 juli 2025

## Selecties

### Huidige spelers
De selectie voor het Europees Kampioenschap 2025.

Interlands en doelpunten bijgewerkt tot en met de wedstrijd Portugal - België (1 - 2) op 11 juli 2025.
| Nr.         | Naam                  | Wed. | Dlpnt. | Club bij laatste selectie |
| ----------- | --------------------- | ---- | ------ | ------------------------- |
| Doel        |                       |      |        |                           |
| 1           | Nicky Evrard          | 73   | 0      | PSV                       |
| 12          | Femke Bastiaen        | 0    | 0      | FC Utrecht                |
| 21          | Lisa Lichtfus         | 21   | 0      | Le Havre AC               |
| Verdediging |                       |      |        |                           |
| 2           | Davina Philtjens      | 128  | 10     | US Sassuolo               |
| 4           | Amber Tysiak          | 43   | 5      | West Ham United           |
| 11          | Janice Cayman         | 166  | 49     | Leicester City            |
| 16          | Zenia Mertens         | 6    | 0      | Oud-Heverlee Leuven       |
| 17          | Jill Janssens         | 42   | 3      | TSG Hoffenheim            |
| 18          | Isabelle Iliano       | 13   | 0      | Club YLA                  |
| 19          | Sari Kees             | 42   | 5      | Leicester City            |
| 22          | Laura Deloose         | 108  | 4      | Anderlecht                |
| Middenveld  |                       |      |        |                           |
| 5           | Sarah Wijnants        | 42   | 3      | Anderlecht                |
| 6           | Tine De Caigny        | 110  | 42     | Anderlecht                |
| 8           | Jarne Teulings        | 27   | 2      | Feyenoord                 |
| 10          | Justine Vanhaevermaet | 77   | 10     | Everton LFC               |
| 13          | Elena Dhont           | 45   | 4      | US Sassuolo               |
| 20          | Marie Detruyer        | 29   | 3      | Internazionale Milano     |
| 23          | Kassandra Missipo     | 73   | 2      | US Sassuolo               |
| Aanval      |                       |      |        |                           |
| 3           | Ella Van Kerkhoven    | 31   | 16     | Feyenoord                 |
| 7           | Hannah Eurlings       | 43   | 7      | Union Berlin              |
| 9           | Tessa Wullaert        | 149  | 94     | Internazionale Milano     |
| 14          | Jassina Blom          | 44   | 11     | CD Tenerife               |
| 15          | Mariam Toloba         | 13   | 2      | FC Nantes                 |

### Recent opgeroepen
De volgende speelsters zijn het afgelopen jaar opgeroepen voor het elftal, maar zaten niet bij de laatste selectie of zijn afgevallen nadat ze geselecteerd zijn.
| Naam           | Wed. | Dlpnt. | Club bij laatste selectie | Laatste oproep                     |
| -------------- | ---- | ------ | ------------------------- | ---------------------------------- |
| Doel           |      |        |                           |                                    |
| Verdediging    |      |        |                           |                                    |
| Nia Elyn       | 0    | 0      | Anderlecht                | Griekenland thuis, 26 juni 2025    |
| Jasmien Mathys | 0    | 0      | KAA Gent Ladies           | Griekenland thuis, 26 juni 2025    |
| Laura De Neve  | 65   | 3      | Anderlecht                | Engeland thuis, 8 april 2025       |
| Saar Janssen   | 7    | 0      | Oud-Heverlee Leuven       | Spanje uit, 21 februari 2025       |
| Middenveld     |      |        |                           |                                    |
| Féli Delacauw  | 37   | 1      | TSG Hoffenheim            | Spanje thuis, 30 mei 2025          |
| Karlijn Helsen | 0    | 0      | Anderlecht                | Portugal thuis, 26 februari 2025   |
| Marie Minnaert | 32   | 3      | Anderlecht                | Griekenland thuis, 29 oktober 2024 |
| Aanval         |      |        |                           |                                    |
| Lisa Petry     | 5    | 0      | Club YLA                  | Griekenland thuis, 26 juni 2025    |
| Luna Vanzeir   | 1    | 0      | Anderlecht                | Griekenland thuis, 26 juni 2025    |
| Lore Jacobs    | 0    | 0      | PSV                       | Griekenland thuis, 26 juni 2025    |

### Staf
| Naam                   | Functie                |
| ---------------------- | ---------------------- |
| Technische staf        |                        |
| Elísabet Gunnarsdóttir | Bondscoach             |
| Magnus Pålsson         | Assistent              |
| Lenie Onzia            | Assistent              |
| Sven Cnudde            | Keeperstrainer         |
| Niels Leroy            | Analist                |
| Arne Jaspers           | Analist                |
| An Iliano              | Teammanager            |
| Hubert De Neef         | Teammanager            |
| Rudy Vanderelst        | Teammanager            |
| Medische staf          |                        |
| Cédric Lehance         | Coördinator            |
| Elke Van den Steen     | Coördinator            |
| Gino Devriendt         | Voedingsdeskundige     |
| Steffi Van Ranst       | Sportpsycholoog        |
| Louis Coysman          | Teamkok                |
| Karolien Lemmens       | Teamdokter             |
| Kris Vanderlinden      | Teamdokter             |
| Fabienne Van De Steene | Fysiotherapeut         |
| Jan Van der Jeugt      | Fysiotherapeut         |
| Saar Nevejans          | Masseur                |
| Kim Geyssens           | Masseur                |
| Andere                 |                        |
| Stefan Van Loock       | Persverantwoordelijke  |
| Jonathan Vanooteghem   | Social media officer   |
| Kasper Vaneeckhout     | Content creator        |
| David Delferière       | Delegatieleider        |
| Katrien Jans           | Manager vrouwenvoetbal |

## Bondscoaches

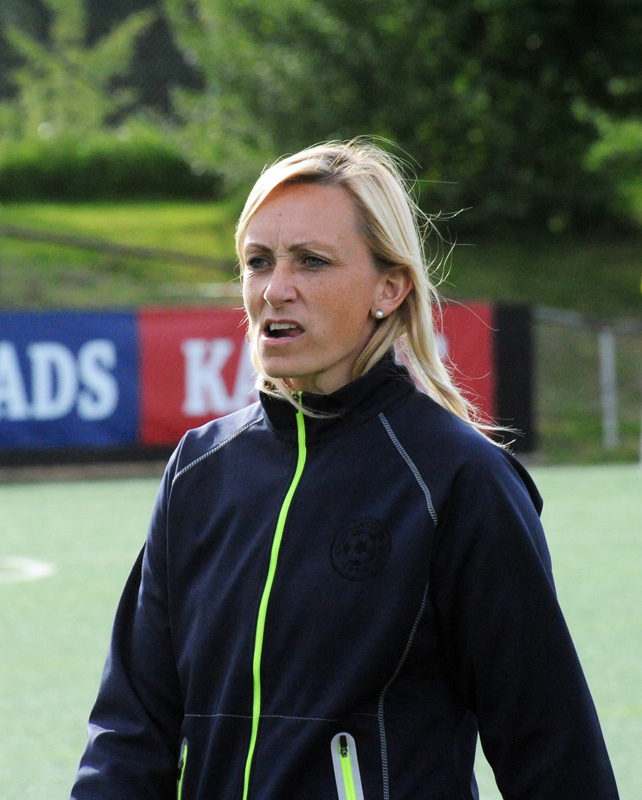
De huidige bondscoach, Elísabet Gunnarsdóttir

| Periode      | Naam                   |
| ------------ | ---------------------- |
| 1976 - 1990  | Albert Bers            |
| 1990 - 1995  | Marc Van Geersom       |
| 1995 - 1999  | Johan Bol              |
| 1999 - 2011  | Anne Noë               |
| 2011 - 2024  | Ives Serneels          |
| 2025 - heden | Elísabet Gunnarsdóttir |

## Aanvoerders
| Naam               | Periode      | Positie      | Aantal* |
| ------------------ | ------------ | ------------ | ------- |
| Anne Noë           | 1991 - 1994  | Doelvrouw    | 16      |
| Dorine Delombaerde | 1995 - 1996  | Verdediger   | 12      |
| Ingrid Vanherle    | 1997 - 1999  | Aanvaller    | 11      |
| Nadia Dermul       | 1999 - 2006  | Middenvelder | 18      |
| Femke Maes         | 2003 - 2009  | Middenvelder | 29      |
| Aline Zeler        |              | Verdediger   | 47      |
| Heleen Jaques      |              | Verdediger   | X       |
| Tessa Wullaert     | 2018 - heden | Aanvaller    | 40      |

Bijgewerkt tot en met de wedstrijd  België - Slowakije  (7 - 0) op 12 november 2022.
*Enkel officieel erkende matchen zijn opgenomen in de lijst. Enkel spelers met 10 of meer caps als kapitein zijn opgenomen in de lijst.

## Interlands
De interlands in de onderstaande tabellen zijn wedstrijden van vriendschappelijke ontmoetingen of toernooien tot ± 12 maanden geleden. Ook de toekomstige interlands zijn hier te vinden.
| Datum      | Competitie                  | Tegenstander | Locatie                                     | Uitslag | Doelpuntenmakers |
| ---------- | --------------------------- | ------------ | ------------------------------------------- | ------- | --- |
| 23-10-2024 | EK-kwalificatie 2025        | Griekenland  | Theodoros Vardinoyannisstadion, Iraklion    | 0 – 0   | |
| 29-10-2024 | EK-kwalificatie 2025        | Griekenland  | King Power at Den Dreef Stadion, Heverlee   | 5 – 0   | 36' Van Kerkhoven 1-0, 39' Wullaert 2-0, 45+4' Wullaert 3-0, 55' Missipo 4-0, 57' Van Kerkhoven 5-0                                             |
| 29-11-2024 | EK-kwalificatie 2025        | Oekraïne     | Sportcomplex Mardan, Antalya (Turkije)      | 0 – 2   | 21' Van Kerkhoven 0-1, 90+2' Wullaert 0-2 |
| 03-12-2024 | EK-kwalificatie 2025        | Oekraïne     | King Power at Den Dreef Stadion, Heverlee   | 2 – 1   | 67' Toloba 1-0, 79' Sjmatko 1-1, 90' Wullaert 2-1                                                                                               |
| 21-02-2025 | Women's Nations League 2025 | Spanje       | Estadi Ciutat de València, Valencia         | 3 – 2   | 18' Toloba 0-1, 72' Wullaert 0-2, 77' Pina 1-2, 90+2' L. García 2-2, 90+6' Martín-Prieto 3-2                                                    |
| 26-02-2025 | Women's Nations League 2025 | Portugal     | King Power at Den Dreef Stadion, Heverlee   | 0 – 1   | 50' C. Costa 0-1 (pen.) |
| 04-04-2025 | Women's Nations League 2025 | Engeland     | Ashton Gate, Bristol                        | 5 – 0   | 21' Bronze 1-0, 45' Bright 2-0, 67' Beever-Jones 3-0, 77' Park 4-0, 88' Walsh 5-0                                                               |
| 08-04-2025 | Women's Nations League 2025 | Engeland     | King Power at Den Dreef Stadion, Heverlee   | 3 – 2   | 4' Wullaert 1-0, 16' Vanhaevermaet 2-0, 29' Wullaert 3-0, 35' Mead 3-1 (pen.), 81' Agyemang 3-2                                                 |
| 30-05-2025 | Women's Nations League 2025 | Spanje       | King Power at Den Dreef Stadion, Heverlee   | 1 – 5   | 36' González 0-1, 64' González 0-2, 78' Del Castillo 0-3, 35' Del Castillo 0-4, 85' Redondo 0-5, 88' De Caigny 1-5                              |
| 03-06-2025 | Women's Nations League 2025 | Portugal     | Estádio do Marítimo, Funchal                | 0 – 3   | 36' Vanhaevermaet 0-1, 67' Wullaert 0-2 (pen.), 71' Wullaert 0-3                                                                                |
| 20-06-2025 | Vriendschappelijk           | Frankrijk    | Stade du Hainaut, Valenciennes              | 5 – 0   | 17' Gago 1-0, 42' Malard 2-0, 59' Karchaoui 3-0, 78' Malard 4-0, 85' Malard 5-0                                                                 |
| 26-06-2025 | Vriendschappelijk           | Griekenland  | Edmond Machtensstadion, Sint-Jans-Molenbeek | 2 – 0   | 24' Wullaert 1-0, 48' Janssens 2-0 |
| 03-07-2025 | EK 2025                     | Italië       | Stade de Tourbillon, Sion                   | 0 – 1   | 44' Caruso 0-1 |
| 07-07-2025 | EK 2025                     | Spanje       | Stockhorn Arena, Thun                       | 6 – 2   | 22' Putellas 1-0, 24' Vanhaevermaet 1-1, 39' Paredes 2-1, 50' Eurlings 2-2, 52' González 3-2, 61' Caldentey 4-2, 81' Pina 5-2, 86' Putellas 6-2 |
| 11-07-2025 | EK 2025                     | Portugal     | Stade de Tourbillon, Sion                   | 1 – 2   | 3' Wullaert 1-0, 87' Encarnação 1-1, 90+6' Cayman 1-2                                                                                           |
| 24-10-2025 | Women's Nations League 2025 | Ierland      | Avivastadion, Dublin                        | –       | |
| 28-10-2025 | Women's Nations League 2025 | Ierland      | King Power at Den Dreef Stadion, Heverlee   | –       | |